# Entreprise de technologie profonde
L' entreprise de technologie profonde, en anglais deep tech company, est une entreprise nouvellement créée qui étudie et élabore des techniques très novatrices en rupture avec l'existant, d'où son autre appellation de jeune pousse disruptive, en anglais disruptive startup.

## Présentation
L'expression est employée pour qualifier une jeune pousse qui crée un produit exploitant une innovation technique dite de rupture,.
Trois grands critères distinguent l'entreprise disruptive des autres entreprises : elle propose un produit qui apporte une forte valeur ajoutée sur son marché, elle exploite une technologie disruptive souvent protégée par un brevet et elle se développe en lien étroit avec la recherche (collaboration, licence de brevet, chercheur entrepreneur...).
Elle demande de longs cycles de recherche et développement (R&D), voire de recherche scientifique, et de coûteux investissements avant d'atteindre un segment de marché et de pouvoir prétendre à un succès commercial. La propriété intellectuelle, la propriété industrielle (PI) ainsi que le savoir-faire qui s'y rapporte sont généralement très protégés et difficiles à reproduire, ce qui constitue un avantage compétitif important et une barrière pour la concurrence,,,.

### Catégorisation
Du point de vue commercial, les jeunes pousses disruptives se distinguent par trois caractéristiques : potentiel d'impact important, long temps de maturation et besoin substantiel de capitaux.
Le temps nécessaire pour passer de la recherche fondamentale à une technologie commercialisable est beaucoup plus important que celui de développement des jeunes pousses exploitant des techniques préexistantes (shallow tech, ou techniques peu profondes) telles que les applications mobiles, les sites internet et les services de commerce en ligne,. Par exemple, le développement de l'intelligence artificielle a pris des décennies, alors que des entreprises basées sur l'IA se développent maintenant dans nombre de secteurs. En 2019, selon Hello Tomorrow, il faut en moyenne quatre ans pour atteindre le marché dans la biotechnologie et 2,4 ans dans celui de la blockchain.
Les énormes besoins de financement dès les stades de R&D, de prototypage et la lenteur du développement de ces jeunes pousses les obligent à abandonner les circuits de financement de type amis/famille pour se tourner vers les circuits de financement de type Business angel, Capital d'amorçage ou des tours de table pour élargir leurs actionnaires pouvant mener jusqu'à une introduction en bourse ou une vente commerciale.

### Domaines d'action des entreprises de technologie profonde
Selon les recherches effectuées par le Boston Consulting Group et Hello Tomorrow, organisation française qui étudie les innovations de rupture, les sciences des matériaux, l'intelligence artificielle, les biotechnologies, la blockchain, la robotique, la photonique, l'électronique et l'information quantique sont les domaines où les jeunes pousses disruptives sont les plus nombreuses. S'y ajoutent l'agriculture, les sciences de la vie, la chimie, l'aérospatiale et les énergies propres.

## Histoire
Le financement des jeunes entreprises disruptives a augmenté au fil des ans. Selon le Boston Consulting Group, l'investissement total dans les entreprises de biotechnologie est passé de 1,7 à 7,9 milliards de dollars entre 2011 et 2016.
Les investissements sont principalement concentrés aux États-Unis et en Chine. À eux deux, ils totalisent 81 % des investissements privés entre 2015 et 2018 pour respectivement 32,8 et 14,6 milliards de dollars. La Chine est le principal moteur des investissements dans les technologies de rupture avec une croissance de 80 % chaque année, contre 10 % pour les États-Unis.
Les investissements privés y ont augmenté de 20 % depuis 2015 et atteignent presque 18 milliards en 2018. On recense en France 200 nouvelles startups deep tech par an pour 1,5 milliard d'euros investis en 2019 et autour de 15 000 créés,.
Les pays européens sont également actifs : en 2017, selon le Financial Times, les levées de fonds atteignaient trois milliards de dollars pour six cent transactions,.
En France, l'association French Deeptech a été créée en novembre 2023 en partenariat entre des startups, des fonds d'investissement, des laboratoires de recherche et les pouvoirs publics afin « de faire émerger des champions mondiaux du secteur ».
Des entreprises telles que Google, Facebook, Amazon, IBM et Apple montrent un intérêt accru pour les entreprises disruptives dans les domaines de l'intelligence artificielle, de la réalité virtuelle, des drones et des véhicules autonomes. Les incubateurs de jeunes entreprises délaissent de plus en plus le domaine du numérique pour les innovations de rupture. En 2016, Y Combinator (un incubateur américain) comptait trente-deux jeunes pousses (start-up) disruptives, dont neuf en biotechnologie, quatre liées aux drones et trois touchant au matériel informatique.